# Radio Cien
Radio Cien fue una estación radial chilena, ubicada en los 1000 kHz del dial AM de Santiago de Chile. Sus propietarios fueron  Antonio Vodanovic, Ernesto Clavería Guevara y Jorge Saint-Jean Domic (1985-1988) y el empresario radial y coronel de Ejército retirado Uros Domic Bezic (1988-2001).

## Historia
Radio Cien fue fundada en la ciudad de Santiago en enero de 1985. Antes se llamaba Radio Novísima en el CB-109 AM (1090 kHz) entre el 1 de abril de 1975 y 1980, pero tras un reordenamiento de frecuencias pasó a ser CB-100 AM (1000 kHz) entre ese año y diciembre de 1984.
La emisora conocida como Radio 100 y/o R-100 fue en un principio propiedad de una sociedad entre Antonio Vodanovic, Ernesto Clavería Guevara y Jorge Saint-Jean Domic, pero en 1988 fue vendida al empresario y militar retirado Crel. Uros Domic Bezic, quien también adquirió las radios Recreo de Viña del Mar y Sintonía FM.
Durante los años '80, Cien era una radioemisora que apuntaba al público que apoyaba a la dictadura militar, por lo que la baja de audiencia post-transición a la democracia era inminente, debido a que la emisora era identificada con los colores políticos de la centroderecha y derecha extrema. Por eso Radio Cien sufrió las consecuencias en sintonía. 
A inicios de la década del 2000, Radio Cien fue vendida a la Corporación Evangélica BBN Radio (BBN International), al igual que la radio Recreo de Viña del Mar que cerraron sus transmisiones el 31 de diciembre de 2001.